# Хрваћани (архаизам)
Појам Хрваћани је старински (архаични) термин, који се током раног нововековног раздобља користио као општи назив (демоним) за становнике тадашње Краљевине Хрватске, независно од њихове етничке, језичке, верске или било које друге припадности. У том смислу, појам Хрваћани се могао односити не само на етничке Хрвате, већ и на Србе са простора тадашње Хрватске, као и на припаднике осталих народа који су живели у Хрватској, а такође и на људе који су били родом, односно пореклом са подручја Хрватске. По том основу, појам Хрваћани се појављивао и као породично презиме или надимак, првенствено међу Србима који су се исељавали у друге области, али су родом или пореклом били са подручја Хрватске.
Током 19. века, појам је све ређе употребљаван, тако да је у 20. веку већ увелико сматран архаичним термином, који је у живом говору остао присутан првенствено приликом помињања појединих места која носе назив Хрваћани, као што су Хрваћани код Прњавора или Хрваћани код Котор Вароши, односно приликом помињања појединих личности које су носиле породично презиме Хрваћанин, међу којима је била и српска књижевница Јованка Хрваћанин (1899-1987). Појам Хрваћани је такође опстао у савременој публицистици, првенствено у склопу расправа о демонимским називима за становнике Хрватске.